# Hans Steinbrenner (SS-Mitglied)
Johannes „Hans“ Steinbrenner (* 16. Oktober 1905 in Frankfurt am Main; † 12. Juni 1964) war ein deutscher KZ-Aufseher. Er wurde vor allem bekannt aufgrund seiner Teilnahme an zahlreichen Gefangenenmorden in der Frühphase des KZ Dachau bei München.

## Leben und Wirken

### Früher Werdegang (1905 bis 1933)
Steinbrenner war der Sohn eines Waffenfabrikanten. Noch als Kind zog er um 1916 mit seinen Eltern von Frankfurt nach München, wo der Vater ein Waffengeschäft betrieb. In München besuchte Steinbrenner bis zum Ende des Ersten Weltkriegs zwei Privatschulen, dann für kurze Zeit eine Handelsschule. Sowohl die reguläre Schule als auch die Handelsschule verließ er ohne Abschluss. Anschließend war er eine Zeit lang Lehrling im väterlichen Waffengeschäft und danach für zwei Jahre Volontär in der Thüringer Gewehrfabrik Suhl. Ende der 1920er Jahre kehrte Steinbrenner nach München zurück, wo er versuchte die Mittlere Reife nachzuholen, was ihm aber nicht gelang. Stattdessen arbeitete er wieder im Geschäft seines Vaters mit. Nach dessen Tod versuchte Steinbrenner das väterliche Waffengeschäft weiterzuführen, ging jedoch 1932 in Konkurs.

### Tätigkeit im KZ-Dachau im Jahr 1933
Im Zuge der Machtübergabe an die Nationalsozialisten trat Steinbrenner im Februar 1933 in die NSDAP und in die SS (SS-Nr. 56.175) ein. Als SS-Angehöriger kam er zunächst als Hilfspolizist in München zum Einsatz.
Ende März 1933 war Steinbrenner einer der ersten zehn SS-Angehörigen, die in das kurz zuvor von der Bayerischen Landespolizei eingerichtete Konzentrationslager Dachau geschickt wurden, um dort als Vorauskommando die Übernahme des Lagers durch die SS vorzubereiten. Diese erfolgte am 11. April 1933, als sechzig weitere SS-Leute nach Dachau einrückten. Der erste Lagerkommandant von Dachau Hilmar Wäckerle übertrug Steinbrenner – der aufgrund seiner frühen Anwesenheit im Lager besonders ortskundig und eingearbeitet war – zu diesem Zeitpunkt die Leitung der 2. Häftlingskompanie.
In Dachau fiel Steinbrenner wegen seiner regen Beteiligung an Übergriffen auf die Gefangenen auf: So beteiligte er sich etwa routinemäßig an dem „Begrüßungszeremoniell“ für Neuankömmlinge, bei dem mehrere der im Lager eintreffenden neuen Gefangenen beiseite genommen und von mehreren Wachleuten – meist mit Ochsenziemern – schwer misshandelt wurden. Auch während seiner Aufsicht im regulären Lager sowie im Arrestgebäude verübte er regelmäßig Gewalttätigkeiten gegen die ihm anvertrauten Häftlinge. Nach dem Antritt von Theodor Eicke als Kommandant von Dachau wurde Steinbrenner sogar offiziell mit dem Vollzug der Prügelstrafe im Lager betraut. Zudem wird er mit mehreren Morden an Dachauer KZ-Häftlingen in Verbindung gebracht, wobei mindestens zwei Tötungen als erwiesen gelten:
- 1) Fall Wilhelm Aron: Den aus Bamberg stammenden jüdischen Gerichtsreferendar Wilhelm Aron, der bei seiner Einlieferung in Dachau am 24. April 1933 von den Wachen mit Ochsenziemern schwer misshandelt worden war, so dass er erhebliche Wunden im Rücken- und Beckenbereich aufwies, holte Steinbrenner in der Folgezeit wiederholt aus dem Krankenrevier, um ihm erneut mit einem Ochsenziemer auf die offenen Wunden zu schlagen, so dass der Zustand des Mannes sich mit der Zeit erheblich verschlechterte und dieser schließlich am 19. Mai 1933 an einer Fettembolie verstarb.
- 2) Fall Karl Lehrburger: Am 25. Mai 1933 erschoss Steinbrenner den Häftling Karl Lehrburger, einen Kaufmann aus Nürnberg, in dessen Zelle im Arrestgebäude von Dachau. Ein gegen ihn eingeleitetes Strafverfahren wurde bereits im Juni wieder eingestellt, da die Staatsanwaltschaft zu der Auffassung gelangte, dass Steinbrenners Behauptung, er habe in Notwehr gehandelt, ihm nicht zu widerlegen sei.

Des Weiteren wird Steinbrenner in der Forschung als einer der Hauptverantwortlichen für die Ermordung der vier jüdischen Häftlinge Rudolf Benario und Ernst Goldmann sowie Artur und Erwin Kahn identifiziert: Diese wurden von ihm am 12. April 1933 aus ihrer Gefangenenbaracke geholt und zum Schießplatz der Wachen in einem Wald außerhalb des Lagers geführt und dort von SS-Leuten „auf der Flucht“ erschossen (vgl. „Postenpflicht“). Aufgrund von widersprüchlichen Aussagen des Lagerpersonals – andere Häftlinge waren nur Ohrenzeugen der Tat bzw. sahen nur die von Steinbrenner dirigierte Herausführung der Männer aus dem Lager ohne die Exekution selbst mitzuerleben – konnte nicht geklärt werden, ob er sich an den Erschießungen selbst beteiligt hatte oder die vier Männer „nur“ der Ermordung durch andere SS-Angehörige zuführte. Juristisch wurde er 1947 kurzzeitig wegen dieser Tat angeklagt, aber aufgrund der einstweiligen Einstellung des Verfahrens nicht verurteilt. Nach der Wiederaufnahme des Verfahrens gegen Steinbrenner wurde die Angelegenheit von der Staatsanwaltschaft aus der Anklage gegen Steinbrenner herausgenommen, da keine juristisch eindeutigen Beweise greifbar waren.
Die erhalten gebliebenen Urteile über Steinbrenners Wirken in Dachau sind durchweg vernichtend. Unter den Häftlingen des Lagers war er aufgrund seiner Brutalität und Skrupellosigkeit sowie aufgrund des auffälligen Eifers, mit dem er sich scheinbar unablässig an Misshandlungen der Gefangenen des Lagers beteiligte, als „Iwan der Schreckliche“ und – in Abwandlung seines richtigen Namens – „Mordbrenner“ bekannt. Der besondere Nachdruck, mit dem er den jüdischen Gefangenen von Dachau nachstellte, brachte ihm wiederum den Spitznamen „Juden-Brenner“ ein. Aufgrund seiner Angriffe auf gefangene Kommunisten war er in einschlägigen Kreisen wiederum als „Arbeitermörder von Dachau“ berüchtigt.
Bereits in einer 1936 anonym veröffentlichten Schrift über die nationalsozialistischen Konzentrationslager ging der Verfasser, ein ehemaliger Lagerinsasse, auch speziell auf Steinbrenner ein:
„Der schlimmste von allen [Wachleuten] war Hans Steinbrenner. […] Er ließ sich aber auch sonst nichts entgehen. Kaum eine Mißhandlung, bei der er nicht auch den Ochsenziemer schwang, kaum eine Strafaktion ohne ihn, meist war er der Anstifter. Steinbrenner war gefürchteter als Wäckerle, der erste Lagerkommandant.“
In der im selben Jahr in der Schweiz veröffentlichten Dachau-Chronik von Julius Zerfass erörtert dieser eingehend die Eindrücke des Dachau-Häftlings Firner über Steinbrenner, dessen folgende Beschreibung er wiedergibt:
„Da stand er an der Wache in seinem grünen Drillichanzug, hager wie ein Windhund, die Zigarette im Mundwinkel, das Gesicht eine hundertprozentige Gemeinheit. Er ähnelte Dall'Armi; war, wie dieser, Entarteter, zwischen den Klassen, gerade recht als Thronstufe für den Führer dieser Deklassierten.“
Auch der kommunistische Reichstagsabgeordnete Hans Beimler, dem es 1933 gelungen war, aus Dachau zu fliehen und sich ins Ausland abzusetzen, beschrieb Steinbrenner in seiner Aufzeichnung „Im Mörderlager Dachau“ als bösartigen Sadisten und Mörder.
Diese verschiedenen ins Ausland gelangten Beschreibungen der „Tüchtigkeit“ Steinbrenners als KZ-Wächter ließen diesen in den 1930er Jahren zu einem der im Ausland bekanntesten Menschenschinder, die in Konzentrationslagern tätig waren, werden. So verwiesen auch die Deutschland-Berichte der Sopade 1936 ausdrücklich auf die Person Steinbrenner, den sie als berüchtigten „Gefangenenmörder“ charakterisierten.

### Weiterer Werdegang
Von Juli bis November 1933 wurde Steinbrenner als Wache vor der Feldherrnhalle und vor der Zentrale der Bayerischen Politischen Polizei in München eingesetzt. Anschließend kehrte er als Ausbilder, Schreiber, Rechnungsführer und Kompaniefeldwebel (Spieß) zur SS-Wachtruppe Oberbayern nach Dachau zurück. Im Juli 1934 heiratete Steinbrenner die aus England stammende Else Bretschneider, mit der er vier Kinder hatte. Die Familie lebte zunächst in der Dachau-Siedlung nahe dem Lager. Die Ehe wurde nach dem Krieg geschieden. Steinbrenners Frau und Kinder siedelten nach London über. 1937 wechselte Steinbrenner zur SS-Totenkopfstandarte zum KZ Buchenwald, um schließlich als Spieß in die Sanitätsschule der Waffen-SS einzutreten.
Während des Zweiten Weltkriegs gehörte Steinbrenner verschiedenen Sanitäts-Einheiten der Waffen-SS an. Am 21. Juni 1941 erreichte er den Rang eines SS-Untersturmführers der Waffen-SS.

### Verurteilungen und Tod
Im April oder Mai 1945 wurde Steinbrenner als Chef der Verwaltung eines SS-Lazaretts in Böhmen von der US-Armee verhaftet und anschließend als SS-Angehöriger im Lager Moosburg interniert. In einer ersten Vernehmung durch den Special-Services-Branch vom 8. November 1945 gab Steinbrenner sich bezüglich Dachau als ahnungslos. 1946 wurde er jedoch durch den Landesausschuss für politisch Verfolgte in Bayern als ehemaliges Mitglied der SS-Wachmannschaften enttarnt.
Inzwischen war er in das Internierungslager Dachau überführt worden und wurde dort in einem Spruchkammerverfahren 1947 im Zuge der Entnazifizierung als Hauptbelasteter eingestuft. Anschließend wurde sein Fall an die Staatsanwaltschaft beim Landgericht München II abgegeben, diese erhob zunächst am 24. September 1948 Anklage gegen ihn wegen der Erschießung von Benario, Goldmann und den Kahns im Jahr 1933. Das Verfahren wurde jedoch bald danach vorerst wieder eingestellt, nachdem sich nach und nach eine schier unüberschaubare Masse weiterer Tatvorwürfe angehäuft hatte. In der Folge kehrte die Staatsanwaltschaft daher in die Vorermittlungsphase zurück und verhörte von 1948 bis 1951 mehr als 700 Zeugen über Steinbrenners Tätigkeit in Dachau.
Am 5. September 1951 wurde Steinbrenner wegen Mordes angeklagt. Die Hauptverhandlung gegen ihn und seinen ehemaligen Untergebenen Johann Unterhuber vor dem Schwurgericht beim Landgericht München wurde am 6. März 1952 eröffnet. Als Gegenstand des Verfahrens beschränkte die Staatsanwaltschaft sich dabei auf die 1933 begangenen Morde an Lehrburger und Aron, von denen sie meinte, dass sie ohne Schwierigkeiten nachweisbar seien, sowie auf verschiedene Gefangenenmisshandlungen. Andere Taten, insbesondere die Morde an Benario und Genossen, wurden bewusst ausgeklammert, da trotz einer großen Indizienlast juristisch hinreichende Beweise für diese Tat, für die es keine direkten Zeugen gab, fehlten. Für den Mord an Lehrburger waren Akten der Staatsanwaltschaft München wieder aufgefunden worden, wonach Steinbrenner in einer Vernehmung ausdrücklich eingeräumt hatte, Lehrburger erschossen zu haben. Steinbrenners seinerzeitige Behauptung, er sei von Lehrburger mit einem Brotmesser bedroht worden, welche die Ermittlungsbehörde damals akzeptiert hatte, wurde nun nicht mehr geglaubt, u. a. weil er (für Notwehrsituationen eher unüblich) nur einen Schuss aus 10 bis 20 cm Entfernung in die Stirn des Getöteten abgegeben hatte.
Am 10. März 1952 verurteilte das Schwurgericht Steinbrenner wegen der Morde an Lehrburger und Aron sowie aufgrund von neun Fällen nachgewiesener schwerer Körperverletzung im Amt zu lebenslanger Zuchthaus-Haft. Sein Mitangeklagter Unterhuber erhielt sechs Jahre. Seine Haft verbüßte Steinbrenner bis mindestens 1962 in der Strafanstalt in Landsberg. Während seiner Haft fertigte Steinbrenner unter dem Titel „Hinter den Kulissen von Dachau“ ein Manuskript mit Aufzeichnungen über seine Tätigkeit in Dachau an, das heute im Archiv der KZ-Gedenkstätte Dachau liegt.
Nach der Haftentlassung beging Steinbrenner im Juni 1964 Suizid durch Erhängen.